# Albinari
Albinari – wieś w Rumunii, w okręgu Prahova, w gminie Ariceștii Zeletin. W 2011 roku liczyła 242 mieszkańców.